# Pascal Milei
Pour les articles homonymes, voir Milei.
Pascal Milei, né le 29 septembre 1972 à Mâcon (Saône-et-Loire), est un joueur de pétanque français.

## Biographie
Il est gaucher et se positionne en tireur. Son ex femme est Peggy Milei également joueuse de pétanque. Il est en couple avec Nathalie Fauvet, qui elle aussi est une joueuse de pétanque.

## Clubs
- 1989-2002 : Pétanque Mâconnaise (Saône-et-Loire)
- 2003-2007 : Élite Club d'Ambert (Puy-de-Dôme)
- 2008-2009 : Duc de Nice (Alpes-Maritimes)
- 2010-2011 : Boule Rousse Tranquille Miramas (Bouches-du-Rhône)
- 2012- : Les Amis de la Pétanque Bourbon-Lancy (Saône-et-Loire)

## Palmarès[1],[2],[3]

### Séniors

#### Championnats du Monde
Champion de Monde
- Triplette 2006 (avec Sylvain Dubreuil, Didier Chagneau et Michel Loy) :  Équipe de France

Finaliste
- Triplette 1997 (avec Michel Briand et Zvonko Radnic) :  Équipe de France 2
- Tir de précision 2007

Troisième
- Triplette 2008 (avec Michel Loy , Stéphane Robineau et Zvonko Radnic) :  Équipe de France
- Tir de précision 2008

#### Coupe d'Europe des Clubs
Vainqueur
- 2008 : (avec Séverine Roche, Christine Saunier, Philippe Quintais, Philippe Suchaud, Simon Cortes, Henri Lacroix, Ludovic Montoro, Khaled Lakhal, Pascal Dacruz et Alain Montoro (coach)) : DUC de Nice

Finaliste
- 2009 (avec Séverine Roche, Christine Saunier, Philippe Suchaud, Henri Lacroix, Simon Cortes, Philippe Quintais, Ludovic Montoro, Khaled Lakhal et Alain Montoro (coach)) : DUC de Nice

#### Jeux méditerranéens[4]
Finaliste
- Doublette 2009 (avec Philippe Quintais) :  Équipe de France

#### Championnats de France
Champion de France
- Doublette 1993 (avec Zvonko Radnic) : Pétanque Mâconnaise
- Doublette 2006 (avec Jean-Marc Foyot) : Élite Club d'Ambert

Finaliste
- Doublette mixte 1999 (avec Peggy Milei) : Pétanque Mâconnaise
- Triplette 2005 (avec Jean-Marc Foyot et Dominique Usaï) : Élite Club d'Ambert
- Triplette 2006 (avec Jean-Marc Foyot et Dominique Usaï) : Élite Club d'Ambert
- Doublette mixte 2006 (avec Florence Schopp) : Élite Club d'Ambert

#### Coupe de France des clubs
Vainqueur
- 2009 : (avec Séverine Roche, Philippe Suchaud, Henri Lacroix, Simon Cortes, Philippe Quintais et Ludovic Montoro et Alain Montoro (coach)) : DUC de Nice

#### Masters de pétanque
Vainqueur
- 2005 (avec Christian Fazzino, Jean-Marc Foyot et Zvonko Radnic) : Équipe Fazzino

Finaliste
- 2002 (avec Didier Choupay, Michel Loy et Eric Sirot) : Équipe Choupay

#### Mondial La Marseillaise
Vainqueur
- 2002 (avec Jean-Marc Foyot et Dominique Usaï)

### Bol d'Or International deGenève
Vainqueur
- 2004 : Team Foyot (avec Bruno Le Boursicaud, Jean-Marc Foyot et Bruno Rocher)
- 2005 : Team Foyot (avec Jean-Michel Xisto, Jean-Marc Foyot et Zvonko Radnic)